# 143 (số)
143 (một trăm bốn mươi ba) là một số tự nhiên ngay sau 142 và ngay trước 144.